# 小磯伸一
小磯 伸一（こいそ しんいち、1960年10月27日 - ）は、元競輪選手。日本競輪学校（当時。以下、競輪学校）第47期生。現役時代は日本競輪選手会福島支部所属。師匠は班目秀雄（24期）。

## 来歴
競輪学校時代の在校競走成績は8位（50勝）。
1981年4月25日、前橋競輪場でデビューし初勝利を挙げた。
1983年、競輪祭期間中に行われた全日本新人王戦（小倉競輪場）決勝戦において、3番手から捲り上げて優勝。
特別競輪（現在のGI）では4回決勝に進出。最高順位は、1987年及び1991年の、いずれも日本選手権競輪における4位。
2019年1月21日、選手登録消除。通算成績は3046戦331勝、優勝32回（うち特別競輪1回）。

## 主な獲得タイトル
- 1983年 - 競輪祭新人王（小倉競輪場）